# アミール
アミール（アラビア語: أمير、amīr）は、イスラム世界で用いられる称号である。君主号の一つとしても用いられる。

## 概要
アラビア語で「司令官」「総督」を意味する語で、転じてイスラム世界で王族、貴人の称号となったものである。英語表記のEmir からエミールと書かれることもある。元来はムスリム集団の長の称号として用いられ、カリフは「信徒たちの長」を意味するアミール・アル＝ムウミニーン（Amīr al-Mu'minīn）とも称し、正統カリフ時代には遠征軍の長、征服地の総督がアミールと称した。ヨーロッパなどにおける「公国」「大公国」にあたる。

## 歴史
アッバース朝時代の10世紀前半にアミールの中の有力な者が大アミール（Amīr al-Umarā）の称号を授与されるようになり、ワズィール（宰相）とハージブ（侍従）を統括し、カリフに代わって権力を掌握した。後に大アミールの称号はブワイフ朝に世襲された。ブワイフ朝を滅ぼしたセルジューク朝は大アミールに代わってスルターンの称号を受け、アミールの称号はマムルークを統括し、時に地方総督となる将軍級の軍人の称号となった。
一方、アラビア半島のアラブ人や中央アジアのテュルク人の間ではアミールの称号が部族の長の称号として広く用いられるようになり、ブハラ・ハン国末期の君主やアフガニスタン・イスラム首長国（ターリバーン政権）の長であったムハンマド・オマルがアミールの称号を名乗っていた。モロッコのアラウィー朝、アフガニスタンのバーラクザイ朝のドースト・ムハンマド・ハーンやターリバーン政権のムハンマド・オマルは、上述のアミール・アル＝ムウミニーンを名乗ったことで知られているが、特にオマルの場合ウマル・イブン＝ハッターブ以来カリフの主要な称号だったこのアミール・アル＝ムウミニーンを名乗ったことで、オマルはマドラサの教育を修了しておらず、宗教的な勧告（ファトワー）を発する権限は持たないにもかかわらず、カリフを僭称するのは冒涜的行為であると各国のスンナ派信徒から甚だしい非難を浴びていた。

### ムラービト朝
イベリア半島や北アフリカ（マグリブ）、西アフリカを支配したムラービト朝においてはアッバース朝の権威を認めながらもアミール・アル＝ムウミニーン（信徒たちの長）と類似した「ムスリムたちの長」を意味するアミール・アル＝ムスリミーンを用い、その後ムラービト朝に対して反乱を起こしたムワッヒド朝は自らをカリフになぞらえてアミール・アル＝ムウミニーンを称した。

### モンゴル帝国
モンゴル帝国においてはチンギス一門に譜代の家臣として仕え、帝国や帝国を形成する諸ウルスの政策決定に与る幹部武将をモンゴル語でノコル（nökör）と呼んだが、これをペルシア語史料ではアミール・イ・ブスルグ（Amīr-i buzurg）や省略形で単に「アミール」と表記している。当時のモンゴル語では、チンギス・ハン王家に関わる役職や事柄には語頭に「大」（イェケ）を付けて他の一般的な事柄とは区別していた。ペルシア語文献ではこれにあたる単語を上記のブズルグ（buzurg）やアラビア語のアアザム（a'a ẓam）、ムウタバル（Mu'tabar）などの単語で表した。ペルシア語のこのアミール・イ・ブスルグを語義通りに「偉大なるアミール」や普通のアミールと解釈し、単なる武人の長を指す「アミール」と混同してしまうと、モンゴル帝国やその後継政権の政権構造の理解を妨げるので注意が必要である。
また、モンゴル帝国に参与していた諸部族の首長たちは、モンゴル語やテュルク語ではノヤン（noyan）やベク（bek/beg）と称していたが、これらのアラビア語・ペルシア語での訳語がアミールであった。いわゆるチンギス・ハンの千戸体制において、十戸から万戸までの部隊を各々統括していた隊長たちがベクでありその訳語であるアミールで呼ばれていた。すなわちペルシア語では、これら十戸長をアミール・イ・ダハ（Amīr-i dahah）、百戸長をアミール・イ・サダ（Amīr-i ṣadah）、千戸長をアミール・イ・ハザーラ（Amīr-i hazārah）、複数の千戸を統括する万戸長をアミール・イ・トゥーマーン（Amīr-i tūmān）といった具合に呼んでいた。ティムール朝を開いたバルラス部の首長であるティムールは「アミール・ティームール・クールガーン」などと称されるが、その場合もまたこの種のモンゴル帝国の制度的意味の上に立脚したアミールである。

## 現代
現在では、クウェート、カタール、アラブ首長国連邦の構成国の諸君主がアミールを称号としており、首長とも訳される。アラブ首長国連邦の構成国にはハーキム（حاكم、英語では"ruler"）を用いている国もある。かつては「土侯」と訳されたこともあったが侮蔑的であるとして使われなくなった。また中国語では「酋長」と訳されている。バーレーンの元首はかつてはアミールを名乗っていたが、2002年以降は国王（マリク）を称している。アミールが支配する国（إمارة イマーラ）は「首長国」（英語では"Emirate"）と訳されている。ただし、カタール及びクウェートの場合は"دولة"ダウラ「国」（英語では"State"）が用いられている。モロッコの国王は「マリク・アル・マグリブ（アラビア語:  ملك المغرب、マグリブの王）」を称しているが、アラウィー朝の君主は代々アミール・アル＝ムウミニーンを称しており、1980年代以降は宗教的な場でアミール・アル＝ムウミニーンを強調して用いている。

## 現在のアミール

### 国連加盟国の国家元首としてのアミール
- 即位年順

| 名前                                                         | 国         | 年齢 | 即位年         |
| ------------------------------------------------------------ | ---------- | ---- | -------------- |
| ムハンマド6世                                                | モロッコ   | 61歳 | 1999年7月23日  |
| タミーム・ビン・ハマド・アール＝サーニー                     | カタール   | 44歳 | 2013年6月25日  |
| ミシュアル・アル＝アフマド・アル＝ジャービル・アッ＝サバーハ | クウェート | 84歳 | 2023年12月16日 |

### 国連加盟国を構成する地域のアミール
| 国               | 構成領邦名 | 名前                                             | 備考                                                                   |
| ---------------- | ---------- | ------------------------------------------------ | ---------------------------------------------------------------------- |
| アラブ首長国連邦 | アブダビ   | ムハンマド・ビン・ザーイド・アール・ナヒヤーン   | アブダビのアミールはアラブ首長国連邦成立以来、連邦大統領を兼ねる       |
| アラブ首長国連邦 | ドバイ     | ムハンマド・ビン・ラーシド・アール・マクトゥーム | ドバイのアミールはアラブ首長国連邦成立以来、連邦副大統領と首相を兼ねる |

### 国家に準じる政府のアミール
アフガニスタンのほぼ全域を統治下においているアフガニスタン・イスラム首長国は2025年時点ですべての国際連合加盟国から国家の承認を受けていない。国際連合における代表権はアフガニスタン・イスラム共和国政府が保持している（アフガニスタン・イスラム首長国の国際的承認）。アフガニスタン・イスラム首長国政府は実質的なターリバーンの政権であり、アミール・アル＝ムウミニーンの称号はムハンマド・オマル以来継承されている。
| 名前                       | 国             | 年齢 | 即位年        |
| -------------------------- | -------------- | ---- | ------------- |
| ハイバトゥラー・アクンザダ | アフガニスタン | 63歳 | 2021年8月15日 |

## 影響
以上のようにアミールとは基本的にイスラーム社会、あるいはイスラーム社会を包摂した世界における軍司令官などの呼称であるが、イスラム世界から一定の影響を受けたヨーロッパ世界でも、アミールに由来する語彙の存在が認められる。例えば、英語で海軍の提督（狭義には海軍大将、広義には海軍の大将・中将・少将・准将までの将官全体を指す）を意味するAdmiral（アドミラル）は、アラビア語で「海の司令官」を意味するアミール・ル・バハルに由来する。